# 柔毛尖叶悬钩子
柔毛尖叶悬钩子（学名：Rubus acuminatus var. puberulus）为蔷薇科悬钩子属下的一个变种。

## 扩展阅读
- 維基物種上的相關：柔毛尖叶悬钩子